# Paul Millsap
Paul Millsap (Monroe, 10 febbraio 1985) è un ex cestista statunitense, professionista nella NBA.

## Biografia
Ha 3 fratelli di nome Elijah, Abraham e John. Di questi Elijah è un cestista professionista. Nato a Monroe in Louisiana, è cresciuto a Denver.
Da piccolo, è rimasto coinvolto in un incendio da cui è uscito senza conseguenze.

## Caratteristiche tecniche
Alto 203 cm per 112 kg, gioca come ala grande. È abile sia a giocare in difesa che in attacco, a giocare in post, a raccogliere rimbalzi, a tirare da 3 punti (abilità acquisita nel corso della carriera) e a stoppare, oltre a essere dotato di grande personalità e professionalità. È ritenuto uno dei migliori difensori in NBA.
Per via del ruolo in cui gioca e per avere frequentato la sua stessa università è stato paragonato a Karl Malone.

## Carriera

### College (2003-2006)
Paul Millsap Si è formato alla Università della Louisiana a Ruston, in cui per 3 anni ha dominato la classifica dei rimbalzisti a livello nazionale, essendo tra l'altro l'unico a esserci riuscito.

### NBA (2006-)

#### Utah Jazz (2006-2013)
Al Draft NBA 2006 venne scelto al secondo giro (47º assoluto) dagli Utah Jazz.
Nel tardo 2006 alcuni giornalisti sportivi avevano ritenuto Millsap come un probabile candidato al NBA Rookie of the Year Award, premio non dato tradizionalmente a giocatori scelti al secondo giro del draft. Infatti, ha avuto un anno da rookie, situazione non molto frequente per chi viene scelto molto tardi nel draft: ha chiuso la stagione con sei doppie-doppie (primo fra i rookies). Siccome Carlos Boozer si era infortunato, in un periodo della stagione il suo minutaggio è aumentato tanto, permettendogli di mettersi in luce da partente in quintetto. È stato uno tra i rookie con più stoppate a fine stagione, come anche LaMarcus Aldridge. La sua stagione si è conclusa con 6,8 punti, 5,2 rimbalzi e 0,9 stoppate di media a partita.
Nella stagione successiva il suo rendimento è rimasto molto positivo, anzi le sue statistiche sono migliorate (8,1 punti, 5,6 rimbalzi e 0,9 stoppate). Attualmente ha una percentuale di tiro del 52%, tiro da tre 20% (i suoi tentativi da tre inizialmente erano molto rari, ha tirato più spesso da 3 con l'arrivo ad Atlanta) e ai tiri liberi ha il 67%.
Il 9 novembre 2010 realizzò 46 punti contro i Miami Heat stabilendo il suo nuovo career high. Sotto per 90 a 98, trascina i suoi Jazz con 11 punti negli ultimi 30 secondi, con un incredibile 3/3 da tre punti (prima della partita aveva appena 2/20 da tre punti in stagione), e il tap-in alla sirena catturando un rimbalzo offensivo da tiro sbagliato da un compagno di squadra che fissa il risultato in parità e porta la partita ai tempi supplementari. Il match viene poi vinto proprio dai Jazz per 116-114.

#### Atlanta Hawks (2013-2017)

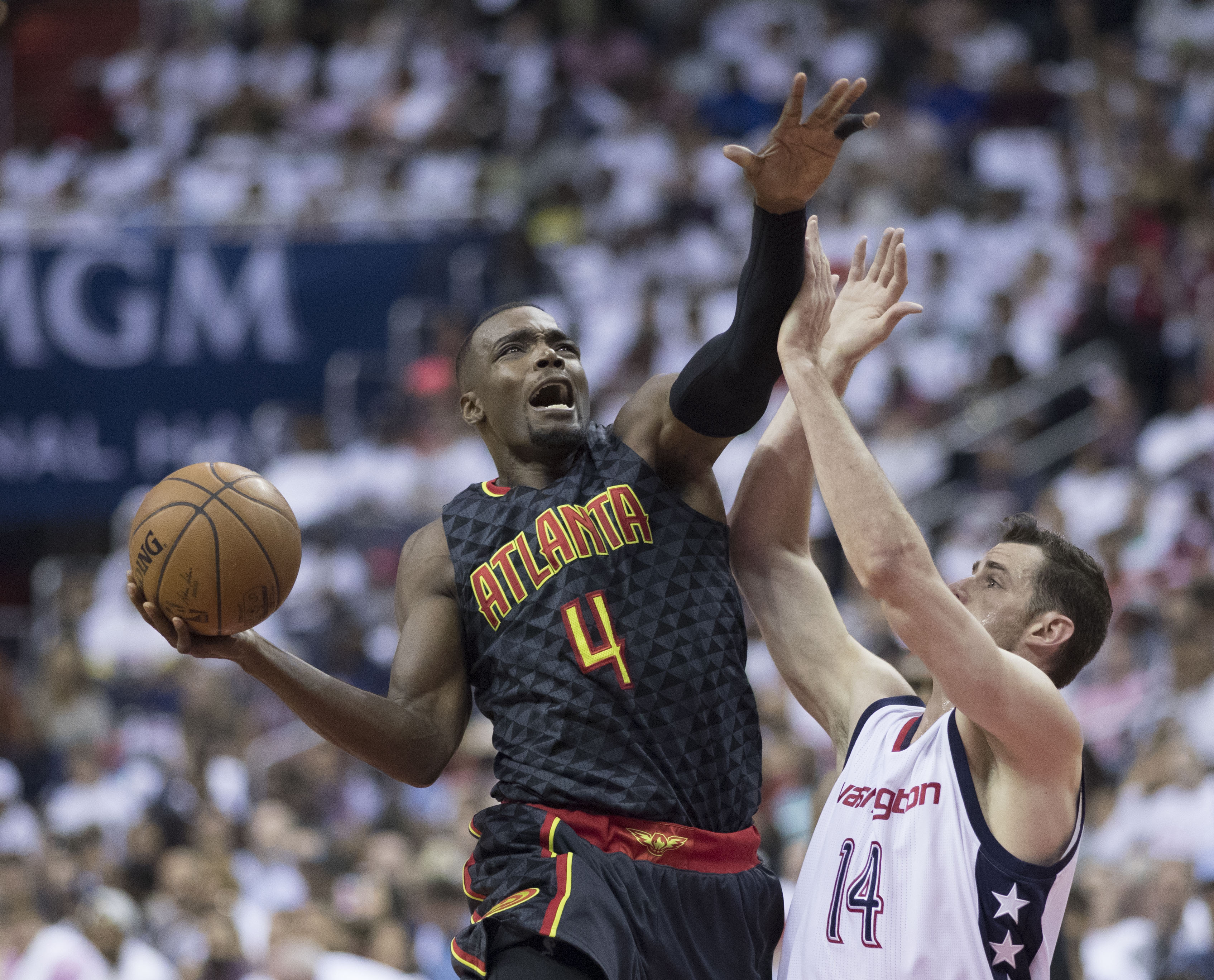
Millsap mentre va a canestro

Il 10 luglio 2013 firmò un contratto biennale a 19 milioni di dollari con gli Atlanta Hawks.
Ad Atlanta Paul raggiunse la sua consacrazione tanto che in tutti e 4 gli anni di militanza in Georgia partecipò all'All-Star Game, e fu un giocatore importante per la sua squadra. Millsap con i falchi fu importante in tutte e 2 le metacampo ed ebbe un'ottima intesa con Al Horford, portando anche la squadra al primo posto nella stagione 2014-2015. Tuttavia nei playoffs la squadra non superò mai le semifinali.
Il 29 gennaio 2017, nella gara vinta dagli Hawks dopo 4 overtime contro i New York Knicks per 142-139, Millsap disputò 60 minuti mettendo a referto 37 punti, 19 rimbalzi e 7 assist; la gara venne vinta dai falchi grazie a un lay-up di Millsap a 27 secondi dalla fine.

#### Denver Nuggets (2017-2021)
Il 3 luglio 2017 firmò un triennale da 90 milioni di dollari con i Denver Nuggets. In stagione perse ben 44 partite a causa di un infortunio, ma tenne di media 14,6 punti in 38 partite disputate, senza tuttavia fare arrivare i Nuggets ai playoffs.
Dopo alcuni problemi tattici avuti con il centro passatore dei Nuggets Nikola Jokić, l'anno successivo i 2 trovarono una migliore intesa sul campo, portando la franchigia ai playoffs dopo 6 anni d'assenza con un clamoroso secondo posto a ovest, fornendo buone prestazioni in particolare dopo l'All-Star Game.

#### Brooklyn Nets (2021 - presente)
Il 10 Settembre entra a far parte dei Brooklyn Nets.

## Statistiche

### NCAA
| Anno      | Squadra       | PG | PT | MP   | TC%  | 3P%  | TL%  | RP   | AP  | PRP | SP  | PP   |
| --------- | ------------- | -- | -- | ---- | ---- | ---- | ---- | ---- | --- | --- | --- | ---- |
| 2003-2004 | L.T. Bulldogs | 30 | 29 | 35,1 | 58,7 | 100  | 64,1 | 12,6 | 0,7 | 0,9 | 1,7 | 15,6 |
| 2004-2005 | L.T. Bulldogs | 29 | 29 | 36,5 | 57,5 | 0,0  | 60,1 | 12,4 | 1,0 | 1,1 | 1,9 | 20,4 |
| 2005-2006 | L.T. Bulldogs | 33 | 33 | 34,1 | 57,1 | 35,7 | 62,3 | 13,3 | 1,1 | 1,9 | 2,3 | 19,6 |
| Carriera  | Carriera      | 92 | 91 | 35,2 | 57,7 | 37,5 | 62,0 | 12,8 | 0,9 | 1,3 | 2,0 | 18,6 |

#### Massimi in carriera
- Massimo di punti: 31 vs Auburn (27 novembre 2004)[22]
- Massimo di rimbalzi: 28 vs San Jose State (15 febbraio 2006)
- Massimo di assist: 4 vs California State-Fresno (14 gennaio 2004)
- Massimo di palle rubate: 6 vs Southern Illinois-Carbondale (18 febbraio 2006)
- Massimo di stoppate: 6 (4 volte)
- Massimo di minuti giocati: 50 vs California State-Fresno (5 febbraio 2004)

### NBA

#### Regular season
| Anno      | Squadra            | PG    | PT  | MP   | TC%  | 3P%  | TL%  | RP  | AP  | PRP | SP  | PP   |
| --------- | ------------------ | ----- | --- | ---- | ---- | ---- | ---- | --- | --- | --- | --- | ---- |
| 2006-2007 | Utah Jazz          | 82    | 1   | 18,0 | 52,5 | 33,3 | 67,3 | 5,2 | 0,8 | 0,8 | 0,9 | 6,8  |
| 2007-2008 | Utah Jazz          | 82    | 2   | 20,8 | 50,4 | 0,0  | 67,7 | 5,6 | 1,0 | 0,9 | 0,9 | 8,1  |
| 2008-2009 | Utah Jazz          | 76    | 38  | 30,1 | 53,4 | 0,0  | 69,9 | 8,6 | 1,8 | 1,0 | 1,0 | 13,5 |
| 2009-2010 | Utah Jazz          | 82    | 8   | 27,8 | 53,8 | 11,1 | 69,3 | 6,8 | 1,6 | 0,8 | 1,2 | 11,6 |
| 2010-2011 | Utah Jazz          | 76    | 76  | 34,3 | 53,1 | 39,1 | 75,7 | 7,6 | 2,5 | 1,4 | 0,9 | 17,3 |
| 2011-2012 | Utah Jazz          | 64    | 62  | 32,8 | 49,5 | 22,6 | 79,2 | 8,8 | 2,3 | 1,8 | 0,8 | 16,6 |
| 2012-2013 | Utah Jazz          | 78    | 78  | 30,4 | 49,0 | 33,3 | 74,2 | 7,1 | 2,6 | 1,3 | 1,0 | 14,6 |
| 2013-2014 | Atlanta Hawks      | 74    | 73  | 33,5 | 46,1 | 35,8 | 73,1 | 8,5 | 3,1 | 1,7 | 1,1 | 17,9 |
| 2014-2015 | Atlanta Hawks      | 73    | 73  | 32,7 | 47,6 | 35,6 | 75,7 | 7,8 | 3,1 | 1,8 | 0,9 | 16,7 |
| 2015-2016 | Atlanta Hawks      | 81    | 81  | 32,7 | 47,0 | 31,9 | 75,7 | 9,0 | 3,3 | 1,8 | 1,7 | 17,1 |
| 2016-2017 | Atlanta Hawks      | 69    | 67  | 34,0 | 44,2 | 31,1 | 76,8 | 7,7 | 3,7 | 1,3 | 0,9 | 18,1 |
| 2017-2018 | Denver Nuggets     | 38    | 37  | 30,1 | 46,4 | 34,5 | 69,6 | 6,4 | 2,8 | 1,0 | 1,2 | 14,6 |
| 2018-2019 | Denver Nuggets     | 70    | 65  | 27,1 | 48,4 | 36,5 | 72,7 | 7,2 | 2,0 | 1,2 | 0,8 | 12,6 |
| 2019-2020 | Denver Nuggets     | 51    | 48  | 24,3 | 48,2 | 43,5 | 81,6 | 5,7 | 1,6 | 0,9 | 0,6 | 11,6 |
| 2020-2021 | Denver Nuggets     | 56    | 36  | 20,8 | 47,6 | 34,3 | 72,4 | 4,7 | 1,8 | 0,9 | 0,6 | 9,0  |
| 2021-2022 | Brooklyn Nets      | 24    | 0   | 11,3 | 37,6 | 22,2 | 70,6 | 3,7 | 1,0 | 0,2 | 0,5 | 3,4  |
| 2021-2022 | Philadelphia 76ers | 9     | 1   | 11,7 | 43,3 | 25,0 | 71,4 | 2,8 | 0,6 | 0,6 | 0,2 | 3,7  |
| Carriera  | Carriera           | 1.085 | 746 | 28,1 | 48,9 | 34,1 | 73,6 | 7,1 | 2,2 | 1,2 | 1,0 | 13,4 |
| All-Star  | All-Star           | 4     | 0   | 15,8 | 38,1 | 30,0 | 0,0  | 4,3 | 2,0 | 0,8 | 0,0 | 4,8  |

#### Playoffs
| Anno     | Squadra            | PG  | PT | MP   | TC%  | 3P%  | TL%  | RP   | AP  | PRP | SP  | PP   |
| -------- | ------------------ | --- | -- | ---- | ---- | ---- | ---- | ---- | --- | --- | --- | ---- |
| 2007     | Utah Jazz          | 17  | 0  | 15,5 | 52,5 | 0,0  | 66,7 | 4,4  | 0,5 | 0,6 | 0,5 | 5,9  |
| 2008     | Utah Jazz          | 12  | 0  | 17,5 | 51,6 | 0,0  | 52,0 | 3,9  | 0,3 | 0,6 | 1,3 | 6,4  |
| 2009     | Utah Jazz          | 5   | 0  | 31,0 | 51,0 | -    | 50,0 | 8,0  | 1,6 | 0,8 | 1,0 | 11,8 |
| 2010     | Utah Jazz          | 10  | 0  | 32,3 | 57,4 | 0,0  | 69,0 | 8,8  | 2,2 | 1,1 | 1,4 | 18,0 |
| 2012     | Utah Jazz          | 4   | 4  | 34,8 | 37,0 | 0,0  | 50,0 | 11,0 | 0,5 | 0,3 | 2,5 | 12,0 |
| 2014     | Atlanta Hawks      | 7   | 7  | 38,1 | 39,8 | 33,3 | 80,4 | 10,9 | 2,9 | 1,4 | 1,9 | 19,4 |
| 2015     | Atlanta Hawks      | 16  | 15 | 35,4 | 40,7 | 30,6 | 74,4 | 8,7  | 3,4 | 1,6 | 0,9 | 15,2 |
| 2016     | Atlanta Hawks      | 10  | 10 | 36,5 | 43,1 | 24,2 | 74,5 | 9,4  | 2,7 | 1,3 | 2,3 | 16,7 |
| 2017     | Atlanta Hawks      | 6   | 6  | 36,6 | 50,5 | 17,6 | 81,1 | 8,3  | 4,3 | 1,7 | 0,7 | 24,3 |
| 2019     | Denver Nuggets     | 14  | 14 | 33,5 | 46,8 | 31,6 | 77,0 | 6,7  | 0,8 | 0,9 | 1,1 | 14,6 |
| 2020     | Denver Nuggets     | 19  | 19 | 24,2 | 39,8 | 34,1 | 79,6 | 4,7  | 1,2 | 0,6 | 0,5 | 8,0  |
| 2021     | Denver Nuggets     | 9   | 0  | 12,1 | 44,0 | 26,1 | 61,5 | 3,9  | 1,7 | 0,3 | 0,7 | 6,4  |
| 2022     | Philadelphia 76ers | 1   | 0  | 5,6  | -    | -    | -    | 1,0  | 1,0 | 0,0 | 0,0 | 0,0  |
| Carriera | Carriera           | 129 | 75 | 27,3 | 45,7 | 28,6 | 72,6 | 6,8  | 1,7 | 0,9 | 1,1 | 12,1 |

#### Massimi in carriera
- Massimo di punti: 46 vs Miami Heat (9 novembre 2010)[23]
- Massimo di rimbalzi: 24 vs Golden State Warriors (13 aprile 2010)
- Massimo di assist: 10 (2 volte)
- Massimo di palle rubate: 8 vs Minnesota Timberwolves (15 marzo 2012)
- Massimo di stoppate: 6 (3 volte)
- Massimo di minuti giocati: 60 vs New York Knicks (29 gennaio 2017)

## Palmarès
- NBA All-Rookie Second Team (2007)
- 4 volte NBA All-Star (2014, 2015, 2016, 2017)
- Squadre All-Defensive:

Second Team: 2016